# Challenger de Temuco 2022
El torneo Challenger de Temuco 2022, denominado por razones de patrocinio Challenger Dove Men+Care Temuco fue un torneo de tenis perteneció al ATP Challenger Tour 2022 en la categoría Challenger 100. Se trató de la 1ª edición; el torneo tuvo lugar en la ciudad de Temuco (Chile), desde el 21 hasta el 27 de noviembre de 2022 sobre pista dura al aire libre.

## Jugadores participantes del cuadro de individuales
| Favorito | País                               | Jugador                    | Rank1 | Posición en el torneo |
| -------- | ---------------------------------- | -------------------------- | ----- | --------------------- |
| 1        | Bandera de Argentina               | Facundo Bagnis             | 103   | Cuartos de final      |
| 2        | Bandera de Ecuador                 | Emilio Gómez               | 111   | Semifinales           |
| 3        | Bandera de Perú                    | Juan Pablo Varillas        | 119   | Baja                  |
| 4        | Bandera de Argentina               | Juan Pablo Ficovich        | 136   | Primera ronda         |
| 5        | Bandera de Argentina               | Santiago Rodríguez Taverna | 169   | Primera ronda         |
| 6        | Bandera de Argentina               | Facundo Mena               | 177   | Primera ronda         |
| 7        | Bandera de Argentina               | Renzo Olivo                | 188   | Cuartos de final      |
| 8        | Bandera de Argentina               | Nicolás Kicker             | 200   | FINAL                 |
| 9        | Bandera de la República Dominicana | Nick Hardt                 | 219   | Cuartos de final      |

- 1 Se ha tomado en cuenta el ranking del 14 de noviembre de 2022.

### Otros participantes
Los siguientes jugadores recibieron una invitación (wild card), por lo tanto ingresan directamente al cuadro principal (WC):
- Nicolás Bruna
- Juan Ignacio Galarza
- Juan Bautista Otegui

Los siguientes jugadores ingresan al cuadro principal tras disputar el cuadro clasificatorio (Q):
- Guido Andreozzi
- Alafia Ayeni
- Tomás Farjat
- Tomás Lipovšek Puches
- Federico Zeballos
- Matías Zukas

## Campeones

### Individual Masculino
- Guido Andreozzi derrotó en la final a  Nicolás Kicker, 4–6, 6–4, 6–2

### Dobles Masculino
- Guido Andreozzi /  Guillermo Durán derrotaron en la final a  Luis David Martínez /  Jeevan Nedunchezhiyan, 6–4, 6–2